# Stiksav
En stiksav er et værktøj til at skære træ ud i bl.a. buede former, idet den med sin smalle klinge let kan komme rundt om skarpe hjørner.

## Ekstern Henvisning
- Træsmedens Håndværktøj Arkiveret 16. september 2008 hos  Wayback Machine

- Wikimedia Commons har flere filer relateret til Stiksav